# Plenozythia euphorbiae
Plenozythia euphorbiae är en svampart som beskrevs av Syd. & P. Syd. 1916. Plenozythia euphorbiae ingår i släktet Plenozythia, divisionen sporsäcksvampar och riket svampar.   Inga underarter finns listade i Catalogue of Life.